# Nikotin (Film)
Nikotin (Originaltitel Three Act Tragedy) ist eine Langfolge aus der zwölften Staffel der britischen Fernsehserie Agatha Christie’s Poirot aus dem Jahr 2010. Sie wurde unter Regie von Ashley Pearce in London und Umgebung gedreht. 2013 wurde die Episode im Rahmen der Poirot Collection 10 mit deutscher Synchronfassung auf DVD veröffentlicht. Es ist bereits die zweite Verfilmung des gleichnamigen Romans von Agatha Christie aus dem Jahr 1934, die erste entstand 1986 mit Sir Peter Ustinov als Tödliche Parties.

## Handlung
Sir Charles Cartwright, ein bekannter Schauspieler und Freund von Poirot, lädt zur Abendveranstaltung ein. Noch während der Begrüßung bricht Pfarrer Babbington tot zusammen, nachdem er einen Schluck von einem Drink genommen hat. Zunächst sieht es nach einem natürlichen Tod aus. Doch einen Monat später lädt einer der Gäste namens Sir Bartholomew Strange seinerseits ebenfalls zum Dinner und stirbt unter verblüffend ähnlichen Umständen. Zuvor jedoch hatte er angekündigt etwas erfahren zu haben. Nun stellt sich heraus, dass Sir Bartholomew mit Nikotin vergiftet wurde, einer farb- und geruchlosen Flüssigkeit, das wegen seiner Eigenschaften als starkes Nervengift normalerweise zum Besprühen von Rosen eingesetzt wird. Gemeinsam mit Cartwright und der jungen Lytton Gore, genannt „Egg“, beginnt Poirot zu ermitteln. Doch  es verstirbt eine Frau im Pflegeheim, durch die Einnahme von Pralinen und was hat der verschwundene Butler aus dem Hause Strange mit der Tat zu tun? Poirot inszeniert nun einen dritten Abendempfang, um seine Verdachtsmomente erhärtet zu sehen.

## Kritiken
Bookyurt meint, dass es immer ein Vergnügen sei, David Suchet als Hercule Poirot zu sehen. Nikotin sei eine hervorragende Detektivgeschichte, die so gelöst werden würde, wie nur Hercule Poirot es könne.
Great Detectives lobt, dass der Film der Romanvorlage sehr treu bliebe, indem er, anders als Tödliche Parties mit Peter Ustinov, in der damaligen Zeit und in derselben Kulisse wie im Buch spielt. Außerdem seien die Figuren im Film sehr interessant.

## Belege
1. ↑   Freigabebescheinigung für Nikotin. Freiwillige Selbstkontrolle der Filmwirtschaft, Januar 2014 (PDF; Prüfnummer: 142 828 V).
2. ↑  Poirot XI: Three Act Tragedy – review
3. ↑  Telefilm Review: Three Act Tragedy